# Françoise Châtelain
Pour les articles homonymes, voir Châtelain.
Pour les autres membres de la famille, voir Famille Panon Desbassayns de Richemont.
Françoise Châtelain de Cressy, née le 23 novembre 1654 ou vers 1660 et morte le 3 septembre 1730, est l'une des figures emblématiques de la colonisation de l'île de La Réunion par les Français à la fin du XVIIe siècle. Elle est surnommée « la grand-mère des Réunionnais » du fait de sa nombreuse progéniture et parce qu'elle est l'ancêtre commune à la plupart des grandes familles coloniales de l'île. Avec son quatrième mari, elle possédait d'importantes plantations et de nombreux esclaves.

## Biographie
La France a pris possession de l´île de la Réunion en 1642 sous le nom d'île Bourbon, en hommage à la famille royale. Les premiers colons français arrivèrent en 1665. 
Le passé de Françoise Chatelain avant son arrivée à l'île Bourbon est mal connu et très discuté. Selon certaines thèses, Françoise Châtelain aurait été une orpheline hébergée à l'Hospice de la Salpêtrière à Paris. Alors âgée de onze ans, elle aurait été parmi quinze adolescentes surnommées "Les Filles du Roi" envoyées vers l'île Bourbon à bord du bateau La Dunkerquoise pour épouser des colons. Après dix mois de traversée, il est finalement décidé de laisser les jeunes filles s'installer plutôt dans la colonie de Fort-Dauphin à Madagascar. Un mariage collectif est organisé le 27 octobre 1674 durant lequel Françoise Châtelain aurait épousé un enseigne de navire. Malheureusement, pendant la cérémonie de mariage, des Malgaches attaquent la colonie lors du massacre de Fort-Dauphin. Soixante-quinze français meurent sous leurs coups, y compris vraisemblablement le nouvel époux de Françoise Châtelain. Elle serait alors partie pour La Réunion avec vingt-et-un survivants du massacre et aurait ensuite épousé Jacques Le Lièvre, un autre colon de Fort-Dauphin. Il aurait été tué à son tour deux ans plus tard lors d'une révolte d'esclaves marrons.
D'après d'autres hypothèses, le père de Françoise Châtelain aurait en fait un lien avec la ville de Falaise en Normandie et elle serait née en 1654 dans un château. À la mort de sa mère en 1665, elle serait partie vivre à Falaise où elle aurait rencontré Jacques Lelièvre de Lauval, officier de Marine peu de temps avant qu'il ne soit envoyé dans l'océan Indien. Ils se seraient fiancés et elle l'aurait rejoint par la suite en voyageant à bord de La Dunkerquoise pour l'épouser l'année suivante à Fort-Dauphin. Ils auraient ensuite quitté ensemble Madagascar pour l'île Bourbon en 1676 avant que Lelièvre ne soit tué dans une révolte à Sainte-Suzanne en 1678.
Enfin, d'autres spécialistes avancent que Françoise Châtelain serait née en 1660 en Maine-et-Loire. Elle aurait déjà été mariée à Jacques Lelièvre, originaire de Rouen, lors de son arrivée à Madagascar avant 1674 et ils auraient tous deux échappé au massacre de Fort-Dauphin.
Vers 1679, Françoise Châtelain épouse Michel Esparron, surnommé Latour, originaire de Provence, ou baron d'Acutias né à Saint-Laurent-de-Chamousset. Il appartient à une honnête famille bourgeoise de commerçants établis dans la dite commune[réf. nécessaire]. Il lui donne deux filles, une première née en 1680 et une seconde du nom de Suzanne,. À la mort de Michel Esparron, elle épouse Jacques ou Jean Carré de Talhoët,,. Il serait originaire d'Hennebont en Bretagne et commis pour la Compagnie des Indes Orientales. Installé à Saint-Denis, le couple a entre deux et trois enfants nés vers 1690 dont Françoise et Hyacinte. Jean Carré meurt en 1693,.
Françoise Châtelain épouse ensuite à l'âge de trente-six ans Augustin Panon, riche planteur esclavagiste, dont elle a cinq enfants. Cette fois c'est son époux qui lui survit lorsqu'elle meurt en 1730.
Françoise Châtelain est à l'origine de plusieurs familles de l'île Bourbon et des Seychelles, dont la famille de Heaulmes. Elle est l'ancêtre de personnages importants de l'histoire réunionnaise comme Henri Paulin Panon Desbassayns (grand-mère paternelle par son mariage avec Augustin Panon) et son épouse Ombline Gonneau-Montbrun dite Madame Desbassayns (arrière-grand-mère par son mariage avec Michel Esparron).
Elle a inspiré le personnage central du roman historique de Danielle Dambreville, La Mascarine, paru chez Azalées Éditions en 1993.

## Françoise Châtelain dans la littérature
- Gérard Doyen et Jean-Claude Maillar, 1982, L'Univers de la famille réunionnaise, tome 1. La femme réunionnaise, Diffusion Marketing International, 1 vol. 240 p.
- Monique Agenor, L’aïeule de l’Isle Bourbon, L’Harmattan, 1993, collection, Lettres de l’Océan Indien, 196 p.,  (ISBN 2-7384-2234-9)
- Christophe Grosdidier, La Châtelain, Éditions Orphie, 2006, collection Autour du monde, 312 p.,  (ISBN 2-87763-366-7)